# Benjamin Brown (Politiker)
Benjamin Brown (* 23. September 1756 in Swansea, Bristol County, Province of Massachusetts Bay; † 17. September 1831 in Waldoboro, Maine) war ein US-amerikanischer Politiker. Zwischen 1815 und 1817 vertrat er den Bundesstaat Massachusetts im US-Repräsentantenhaus.

## Werdegang
Benjamin Brown genoss eine akademische Schulausbildung. Nach einem anschließenden Medizinstudium und seiner Zulassung als Arzt begann er in Waldoboro in diesem Beruf zu arbeiten. Während des Unabhängigkeitskrieges diente er zeitweise als Arzt in der amerikanischen Marine. 1778 begleitete er den späteren US-Präsidenten John Adams an Bord der Fregatte Boston auf dessen Reise nach Frankreich. Im Jahr 1781 geriet er kurzfristig in britische Kriegsgefangenschaft, aus der er aber entfliehen konnte.
Politisch wurde er Mitglied der Ende der 1790er Jahre von Alexander Hamilton gegründeten Föderalistischen Partei. In den Jahren 1809, 1811, 1812 und 1819 war er Abgeordneter im Repräsentantenhaus von Massachusetts. Bei den Kongresswahlen des Jahres 1814 wurde Brown dann im 16. Wahlbezirk von Massachusetts in das US-Repräsentantenhaus in Washington, D.C. gewählt, wo er am 4. März 1815 die Nachfolge von Samuel Davis antrat. Bis zum 3. März 1817 konnte er eine Legislaturperiode im Kongress absolvieren.
Nach dem Ende seiner Zeit im US-Repräsentantenhaus praktizierte Benjamin Brown wieder als Arzt. Er starb am 17. September 1831 in Waldoboro.